# Pinta del Vent

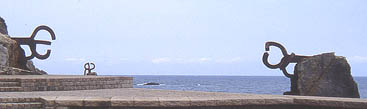
La "Pinta del Vent" a San Sebastià.

La Pinta del Vent XV, comunament coneguda simplement com a Pinta del Vent o La Pinta del Vent i erròniament com Pinta dels Vents, és un conjunt d'escultures d'Eduardo Chillida sobre una obra arquitectònica de l'arquitecte basc Luis Peña Ganchegui, que és possiblement la seva obra més important i coneguda. En basc és coneguda com a Haizearen Orrazia i en castellà com a Peine del Viento.
El conjunt està situat en un extrem de la badia de La Concha, al final de la Platja d'Ondarreta, a Sant Sebastià, País Basc. Està compost per tres escultures d'acer, incrustades en unes roques que donen a la mar Cantàbrica, les ones del qual les golpegen.
Chillida va continuar treballant en la sèrie Pinta del Vent, que coincideix en l'aspecte formal amb la seva col·lecció d'Esteles, i particularment, amb les dedicades a Picasso, Allende i Neruda.
L'obra va ser finalitzada el 1976. A banda de les escultures, es va condicionar una zona als voltants de les mateixes amb unes sortides d'aire i aigua que es proveeixen de les ones que trenquen contra les roques i les escultures.